# Joseph Sugar Baly
Joseph Sugar Baly (Warwick, 1816 – Warwick, 25 marzo 1890) è stato un medico ed entomologo inglese.
Era uno specialista nella descrizione dei coleotteri, specialmente degli appartenenti alla famiglia Phytophaga, e la sua collezione si conserva tuttora nel Museo di Storia Naturale di Londra. Una delle tante specie che ha descritto è Stethopachys formosa, ma ne ha anche descritto altre di minore importanza come Aulacophora cornuta.